# FedEx St. Jude Championship
Le FedExSt Jude Classic est un tournoi de golf du tableau masculin de la PGA Tour qui se déroule au TPC at Southwind à Memphis au Tennessee depuis 1958, date de sa création, jusqu'en 2018. Son nom original était l'Open de Memphis. De 1986 à 2006 et depuis 2011, FedEx en est le sponsor officiel. Il se joue en juin, généralement la semaine qui précède l'US Open de golf. À partir de la saison 2019, le WGC-FedEx. St-Jude Invitational lui succède sur le même parcours.

## Palmarès
| année                                        | Vainqueur                 | Nationalité    |
| Memphis Open                                 | Memphis Open              | Memphis Open   |
| -------------------------------------------- | ------------------------- | -------------- |
| 1958                                         | Billy Maxwell             | États-Unis     |
| 1959                                         | Don Whitt (playoff)       | États-Unis     |
| Memphis Open Invitational                    |                           |                |
| 1960                                         | Tommy Bolt (playoff)      | États-Unis     |
| 1961                                         | Cary Middlecoff           | États-Unis     |
| 1962                                         | Lionel Hebert (playoff)   | États-Unis     |
| 1963                                         | Tony Lema (playoff)       | États-Unis     |
| 1964                                         | Mike Souchak              | États-Unis     |
| 1965                                         | Jack Nicklaus (playoff)   | États-Unis     |
| 1966                                         | Bert Yancey               | États-Unis     |
| 1967                                         | Dave Hill                 | États-Unis     |
| 1968                                         | Bob Lunn                  | États-Unis     |
| 1969                                         | Dave Hill                 | États-Unis     |
| Danny Thomas Memphis Classic                 |                           |                |
| 1970                                         | Dave Hill                 | États-Unis     |
| 1971                                         | Lee Trevino               | États-Unis     |
| 1972                                         | Lee Trevino               | États-Unis     |
| 1973                                         | Dave Hill                 | États-Unis     |
| 1974                                         | Gary Player               | Afrique du Sud |
| 1975                                         | Gene Littler              | États-Unis     |
| 1976                                         | Gibby Gilbert             | États-Unis     |
| 1977                                         | Al Geiberger              | États-Unis     |
| 1978                                         | Andy Bean (playoff)       | États-Unis     |
| 1979                                         | Gil Morgan (playoff)      | États-Unis     |
| 1980                                         | Lee Trevino               | États-Unis     |
| 1981                                         | Jerry Pate                | États-Unis     |
| 1982                                         | Raymond Floyd             | États-Unis     |
| 1983                                         | Larry Mize                | États-Unis     |
| 1984                                         | Bob Eastwood              | États-Unis     |
| St. Jude Memphis Classic                     |                           |                |
| 1985                                         | Hal Sutton (playoff)      | États-Unis     |
| Federal Express St. Jude Classic             |                           |                |
| 1986                                         | Mike Hulbert              | États-Unis     |
| 1987                                         | Curtis Strange            | États-Unis     |
| 1988                                         | Jodie Mudd                | États-Unis     |
| 1989                                         | John Mahaffey             | États-Unis     |
| 1990                                         | Tom Kite (playoff)        | États-Unis     |
| 1991                                         | Fred Couples              | États-Unis     |
| 1992                                         | Jay Haas                  | États-Unis     |
| 1993                                         | Nick Price                | Zimbabwe       |
| 1994                                         | Dicky Pride (playoff)     | États-Unis     |
| FedEx St. Jude Classic                       |                           |                |
| 1995                                         | Jim Gallagher, Jr.        | États-Unis     |
| 1996                                         | John Cook                 | États-Unis     |
| 1997                                         | Greg Norman               | Australie      |
| 1998                                         | Nick Price (playoff)      | Zimbabwe       |
| 1999                                         | Ted Tryba                 | États-Unis     |
| 2000                                         | Notah Begay III           | États-Unis     |
| 2001                                         | Bob Estes                 | États-Unis     |
| 2002                                         | Len Mattiace              | États-Unis     |
| 2003                                         | David Toms                | États-Unis     |
| 2004                                         | David Toms                | États-Unis     |
| 2005                                         | Justin Leonard            | États-Unis     |
| 2006                                         | Jeff Maggert              | États-Unis     |
| Stanford St. Jude Championship               |                           |                |
| 2007                                         | Woody Austin              | États-Unis     |
| 2008                                         | Justin Leonard            | États-Unis     |
| 2009                                         | Brian Gay                 | États-Unis     |
| St. Jude Classic presented by Smith & Nephew |                           |                |
| 2010                                         | Lee Westwood              | Angleterre     |
| FedEx St. Jude Classic                       |                           |                |
| 2011                                         | Harrison Frazar (playoff) | États-Unis     |
| 2012                                         | Dustin Johnson            | États-Unis     |
| 2013                                         | Harris English            | États-Unis     |
| 2014                                         | Ben Crane                 | États-Unis     |
| 2015                                         | Fabian Gomez              | Argentine      |
| 2016                                         | Daniel Berger             | États-Unis     |
| 2017                                         | Daniel Berger             | États-Unis     |
| 2018                                         | Dustin Johnson            | États-Unis     |